# Liste der denkmalgeschützten Objekte in Kematen in Tirol
Die Liste der denkmalgeschützten Objekte in Kematen in Tirol enthält die 17 denkmalgeschützten, unbeweglichen Objekte der Gemeinde Kematen in Tirol.

## Denkmäler
| Foto |                 | Denkmal | Standort | Beschreibung | Metadaten |
| ---- | --------------- | --- | --- | --- | --- |
| ja   | Datei hochladen | Kath. Filialkirche Maria Schnee HERIS-ID: 104490 Objekt-ID: 121295 TKK: 67917                                               | neben Afling 11 Standort KG: Kematen | Die barocke Kirche wurde 1778 nach Plänen von Franz Singer errichtet. 1854 wurde im Osten die Sakristei angebaut, 1930 wurde der Turm nach einem Blitzeinschlag neu gebaut. An den quadratischen Zentralbau mit abgerundeten Ecken schließt ein quadratischer, eingezogener Chor an. Die Südfassade ist mit einem geschweiften Blendgiebel über dem Hauptgesims und einem Korbbogenportal mit Holztüre versehen. Der quadratische Hauptraum ist innen mit einer Flachkuppel und in den Ecken eingestellten Pfeilern gegliedert. Die Deckenfresken wurden 1931 von Toni Kirchmayr unter Einbeziehung des ehemaligen barocken Deckenbildes geschaffen.                                                        | BDA-Hist.: Q37801071 Status: § 2a Stand der BDA-Liste: 2025-06-30 Name: Kath. Filialkirche Maria Schnee GstNr.: .401 Kematen in Tirol, Afling, Filialkirche Maria Schnee |
| ja   | Datei hochladen | Bauernhaus HERIS-ID: 39725 Objekt-ID: 39514 TKK: 67962                                                                      | Afling 11 Standort KG: Kematen | Der Einhof, dessen Wohn- und Wirtschaftstrakt entlang der Firstlinie geteilt sind, stammt im Kern aus dem 17. Jahrhundert. An der Giebelfassade finden sich ein Bundwerkgiebel, ein Mariahilf-Fresko in einer Rocaillenrahmung und ein breit abgefastes Rundbogenportal aus Nagelfluh. Im Inneren haben sich ein stichkappengewölbter Flur und ein tiefer, tonnengewölbter Keller erhalten. | BDA-Hist.: Q37990900 Status: Bescheid Stand der BDA-Liste: 2025-06-30 Name: Bauernhaus GstNr.: .402 |
| ja   | Datei hochladen | Bauernhaus Haider HERIS-ID: 39726 Objekt-ID: 39515 TKK: 67963                                                               | Afling 13 Standort KG: Kematen | Der frühere Ansitz Martini wurde um 1760 errichtet. Der zweigeschoßige Bau ist mit einem eicht geschmiegtem Walmdach über umlaufender, überhängender Hohlkehle gedeckt. Im Obergeschoß findet sich eine Rokokostuckdecke, die Franz Singer zugeschrieben wird. | BDA-Hist.: Q37990911 Status: Bescheid Stand der BDA-Liste: 2025-06-30 Name: Bauernhaus Haider GstNr.: 2131/1 |
| ja   | Datei hochladen | Siedlungen Messerschmitt/Südtiroler Siedlung HERIS-ID: 79321 Objekt-ID: 92996 TKK: 68000, 67998seit 2017                    | Bahnhofsstraße 12, 13, 14, 16, 18, 20, 22, 24; Rauthweg 1, 2, 3, 4, 5, 7, 9, 11, 13, 15, 17, 19, 21; Sandbichlweg 4, 6, 7, 8, 9, 11 Standort KG: Kematen | Eine der Südtiroler-Siedlungen, die in Österreich vom Deutschen Reich in den Jahren 1941–1943 für die zugezogenen Südtiroler errichtet wurde. Die Anlage in Kematen besteht aus 4 Doppelhäusern und 23 Reihengiebelhäusern sowie einem Einzelhaus mit insgesamt 129 Wohnungen. | BDA-Hist.: Q38154180 Status: Bescheid Stand der BDA-Liste: 2025-06-30 Name: Siedlungen Messerschmitt/Südtiroler Siedlung GstNr.: .505, .535, .536, .537, .538, .539, .540, .541, .542, .567, .587, .590, .592, .614, .616, .617, .618, .619, .620, .621, .622, .623, .624, .625, .626, .627, .628, 2272, 2380/1, 2426, 2428, 2285/1, 2285/2 Südtiroler Siedlung (Kematen in Tirol) |
| ja   | Datei hochladen | Herrenhaus, ehem. Marsonerhof und Wirtschaftsgebäude HERIS-ID: 104549 Objekt-ID: 121359 TKK: 67929, 67932                   | Birkenweg 6 Standort KG: Kematen | Der langgestreckte, zweigeschoßige Bau wurde 1928 nach Plänen von Hans Menardi als Herrenhaus im Heimatstil errichtet und wird seit 1958 von der HBLA Kematen genutzt. Das Gebäude ist durch einen dreiachsigen Mittelrisalit mit breitem Rundbogenportal und einen auf Konsolen ruhendem Balkon gegliedert, das Wandbild wurde um 1958 von Luis Alton geschaffen. Erker an der Süd- und Nordseite sowie Bundwerkgiebel an beiden Giebelfassaden sind weitere Gliederungselemente. Im Inneren befinden sich ein stichkappengewölbter Flur und ein hölzerner Stiegenaufgang. | BDA-Hist.: Q37801240 Status: § 2a Stand der BDA-Liste: 2025-06-30 Name: Herrenhaus, ehem. Marsonerhof und Wirtschaftsgebäude GstNr.: 2472 Marsonerhof |
| ja   | Datei hochladen | Wegkreuz HERIS-ID: 104507 Objekt-ID: 121315 TKK: 67923                                                                      | östlich Burghof 1 Standort KG: Kematen | Das monumentale Wegkreuz in geschlossenem Bretterkasten stammt aus dem 19. Jahrhundert. Der Korpus vom Dreinageltypus im Nazarenerstil weist eine echte Dornenkrone und ein gotisierendes Lendentuch auf. | BDA-Hist.: Q37801143 Status: § 2a Stand der BDA-Liste: 2025-06-30 Name: Wegkreuz GstNr.: 2374 |
| ja   | Datei hochladen | Kath. Pfarrkirche hll. Viktor und Maria Magdalena mit Friedhof HERIS-ID: 55641 Objekt-ID: 64376 TKK: 19496, 67913, 67911, … | Dorfplatz Standort KG: Kematen | Die Kirche geht im Kern ins 13./14. Jahrhundert zurück. In gotischer Zeit wurde sie um ein Joch verlängert, 1686/87 nach Plänen von Johann Martin Gumpp dem Älteren barock umgebaut. Die Westfassade weist einen geschweiften Blendgiebel und ein Giebelbild von Carl Rieder von 1937 auf. Das fünfjochige Langhaus ist im Inneren mit einer Stichkappentonne auf Pilastern gegliedert. Die Deckenfresken im Nazarenerstil wurden 1871/72 von Georg Mader geschaffen. An den Wänden befinden sich Reste gotischer Wandmalereien aus der ersten Hälfte des 15. Jahrhunderts. Im ehemaligen Chor, der heutigen Sakristei, haben sich Deckengemälde von Christoph Anton Mayr aus dem 18. Jahrhundert erhalten. | BDA-Hist.: Q38066928 Status: § 2a Stand der BDA-Liste: 2025-06-30 Name: Kath. Pfarrkirche hll. Viktor und Maria Magdalena mit Friedhof GstNr.: .502, 2464, 2458, 2465 Pfarrkirche Kematen in Tirol |
| ja   | Datei hochladen | Gemeindeamt HERIS-ID: 55638 Objekt-ID: 64372 TKK: 67935                                                                     | Dorfplatz 1 Standort KG: Kematen | Der zweigeschoßige Bau mit flachem Satteldach und Bundwerkgiebel geht im Kern auf den Anfang des 18. Jahrhunderts zurück und wurde 1978 umgebaut. Die Giebelfassade ist durch einen polygonalen Eckerker, ein rundbogig gefastes Steinportal sowie einen Giebelsöller mit ornamentierten Brüstungsbrettern gegliedert, die Fenster sind mit dekorativen Sgraffito-Bändern (um 1978) eingefasst. Im Inneren haben sich Flure mit Stichkappengewölbe und ein Saal mit Stuckdecke erhalten. | BDA-Hist.: Q38066887 Status: § 2a Stand der BDA-Liste: 2025-06-30 Name: Gemeindeamt GstNr.: .499 Gemeindeamt Kematen in Tirol |
| ja   | Datei hochladen | Ehem. Ansitz Spitzenstein HERIS-ID: 55639 Objekt-ID: 64373 TKK: 67936                                                       | Dorfplatz 2 Standort KG: Kematen | Der Ansitz gehörte ursprünglich den Herren von Völs, von 1643 bis ins 18. Jahrhundert war er im Besitz der Grafen Spaur. Das zweigeschoßige Gebäude in den Formen eines Bauernhauses stammt im Kern aus dem 16. Jahrhundert und wurde 1709 umgebaut. Die Fassade ist durch Architekturmalerei sowie ein Wandbild der hl. Familie von 1706 gestaltet und wird von einem Bundwerkgiebel mit geschlossenem Ständerwerk bekrönt. Das Innere weist breite, stichkappengewölbte Flure, einen gewölbten Keller und Stuckdecken auf. | BDA-Hist.: Q38066900 Status: § 2a Stand der BDA-Liste: 2025-06-30 Name: Ehem. Ansitz Spitzenstein GstNr.: .509 |
| ja   | Datei hochladen | Gasthaus, Altwirt HERIS-ID: 39727 Objekt-ID: 39516 TKK: 67937                                                               | Dorfplatz 3 Standort KG: Kematen | Der stattliche, dreigeschoßige Bau mit flachem Walmdach über Hohlkehle und eingeschoßigen Nebengebäuden wurde in der zweiten Hälfte des 18. Jahrhunderts errichtet. An der Hauptfassade befindet sich mittig ein rundbogig geschlossenes Portal aus Nagelfluh, an der Rückseite ein Segmentbogenportal. Im Inneren haben sich ein stichkappengewölbter Flur, zwei tonnengewölbte Keller sowie in mehreren Räumen des Obergeschoßes Dekorationsmalerei aus der zweiten Hälfte des 18. Jahrhunderts erhalten. | BDA-Hist.: Q37990918 Status: Bescheid Stand der BDA-Liste: 2025-06-30 Name: Gasthaus, Altwirt GstNr.: .416 Altwirt, Kematen in Tirol |
| ja   | Datei hochladen | Lotter'sche Grabstätte samt Ausstattung HERIS-ID: 46833 Objekt-ID: 49093 TKK: 67912                                         | gegenüber Dorfplatz 3 Standort KG: Kematen | Der in die westliche Friedhofsmauer eingebundene Kapellenbildstock mit großer Rundbogennische, vorkragendem Giebel und Satteldach wurde um 1700 errichtet. Er beherbergt eine figurenreiche Kreuzigungsgruppe vor einem modernen Landschaftshintergrund. | BDA-Hist.: Q38024046 Status: Bescheid Stand der BDA-Liste: 2025-06-30 Name: Lotter'sche Grabstätte samt Ausstattung GstNr.: 2465 |
| ja   | Datei hochladen | Kornkasten HERIS-ID: 104555 Objekt-ID: 121367 TKK: 67938                                                                    | neben Dorfplatz 4 Standort KG: Kematen | Der zweigeschoßige, verputzte Kornkasten über annähernd quadratischem Grundriss mit auskragendem, flachem Satteldach und Bundwerkgiebel stammt im Kern aus dem 15. Jahrhundert. Der Keller weist ein Stichkappengewölbe auf. 1994–1996 wurde der Kornkasten umgebaut und wird seither als Ausstellungsraum genutzt. | BDA-Hist.: Q37801261 Status: § 2a Stand der BDA-Liste: 2025-06-30 Name: Kornkasten GstNr.: .498 |
| ja   | Datei hochladen | Altes Schulhaus HERIS-ID: 55640 Objekt-ID: 64374 TKK: 67942                                                                 | Dorfstraße 8 Standort KG: Kematen | Das zweigeschoßige gemauerte Gebäude mit flachem Satteldach wurde 1794 errichtet. Die Fassade ist durch einfache Putzgliederung gestaltet, an der Nordseite befindet sich ein Wandbild der hll. Franz von Sales und Vinzenz von Paul von 1794. | BDA-Hist.: Q38066914 Status: § 2a Stand der BDA-Liste: 2025-06-30 Name: Altes Schulhaus GstNr.: .492 Altes Schulhaus, Kematen in Tirol |
| ja   | Datei hochladen | Getreidekasten, Abfaltererhof HERIS-ID: 39728 Objekt-ID: 39517 TKK: 67941                                                   | bei Dorfstraße 10 Standort KG: Kematen | Der zweigeschoßige unverputzte Kornkasten aus Fischgrätmauerwerk mit Satteldach und Bundwerkgiebel stammt vermutlich aus dem 14. Jahrhundert und ist damit einer der wenigen in Tirol erhaltenen mittelalterlichen Kornkästen. Im Inneren finden sich ein tonnengewölbter Keller und eine Balkendecke im Erdgeschoß sowie zweitem Obergeschoß. | BDA-Hist.: Q37990928 Status: Bescheid Stand der BDA-Liste: 2025-06-30 Name: Getreidekasten, Abfaltererhof GstNr.: .491 Getreidekasten Abfaltererhof, Kematen |
| ja   | Datei hochladen | Gsteig- oder Starken-Kapelle HERIS-ID: 104499 Objekt-ID: 121304 TKK: 67919                                                  | südlich Grießgasse 14 Standort KG: Kematen | Die Kapelle mit Satteldach und offener Vorhalle auf zwei Rundsäulen und Rundapsis wurde im 19. Jahrhundert am Hang südlich des Ortes errichtet. Die dekorative Bemalung im Inneren wurde 1932 angefertigt. | BDA-Hist.: Q37801123 Status: § 2a Stand der BDA-Liste: 2025-06-30 Name: Gsteig- oder Starken-Kapelle GstNr.: .130 |
| ja   | Datei hochladen | Bauernhaus, Jedlerhof HERIS-ID: 57457 Objekt-ID: 67538 TKK: 67946                                                           | Hintere Gasse 14 Standort KG: Kematen | Der längs der Firstlinie geteilte, zweigeschoßige Einhof mit allseits vorkragendem Satteldach stammt im Kern aus dem 17. Jahrhundert und wurde 1705 umgebaut. Wohnteil und Stall sind gemauert, der Stadel ist als senkrecht verbretterte Riegelkonstruktion ausgeführt. An der vorderen Gebielseite befinden sich ein rundbogig geschlossenes Steinportal und ein Bundwerkgiebel, an der rückwärtigen Giebelfront befindet sich die Tennenauffahrt. Der durchgehende Flur ist mit einem Stichkappengewölbe gedeckt. | BDA-Hist.: Q38076596 Status: Bescheid Stand der BDA-Liste: 2025-06-30 Name: Bauernhaus, Jedlerhof GstNr.: .552 |
| ja   | Datei hochladen | Ansitz, Oberer Lotterhof HERIS-ID: 39729 Objekt-ID: 39518 TKK: 67949                                                        | Zwölfergasse 2 Standort KG: Kematen | Der dreigeschoßige, ansitzartige Hof wurde in spätgotischer Zeit um 1500 errichtet und erhielt um 1700 sein heutiges Aussehen. Die vordere Giebelfassade weist Erdbebenstützen, ein Rundbogenportal, eine unregelmäßige Fensteranordnung und vier Ochsenaugen auf. Die barocke Fassadenmalerei wurde 1936 durch Toni Kirchmayr ergänzt. Im Inneren sind tonnengewölbte Flure mit Stichkappen in Erd- und Obergeschoß erhalten. | BDA-Hist.: Q37990938 Status: Bescheid Stand der BDA-Liste: 2025-06-30 Name: Ansitz, Oberer Lotterhof GstNr.: .495 |